# 卡爾卡諾步槍
卡爾卡諾是一系列意大利常用的手動槍機操作式軍用步枪和卡賓槍，最初於1891年推出時，發射的是6.5×52毫米曼利徹-卡爾卡諾口徑無緣式步枪子彈（Cartuccia Modello 1895）。
這枝步槍是由首席技師薩爾瓦多·卡爾卡諾在都灵軍兵工廠於1890年研發，並且稱為M91。它先後取代了以往的10.35×47毫米RVetterli-維塔利步槍和卡賓槍，在1892年到1945年之間生產。在第一次世界大戰期間的大多數意大利皇家陸軍部隊和第二次世界大戰中的意大利以及德國軍隊之中一些部隊裡，採用了M91的步槍（fucile, sing.；fucili, pl.）和卡賓槍（moschetto, sing.；moschetti, pl.）兩種的型號。在過程中，步槍也被芬蘭於冬季戰爭使用，戰後亦被敘利亞、利比亞、突尼斯和阿爾及利亞等國的正規和非正規部隊在零星衝突中使用。
卡爾卡諾義式步槍是由意大利為大日本帝國陸軍在第二次世界大戰之前生產的步槍。1937年中日戰爭爆發，為鞏固當時逐漸成型的軸心國關係以及補充戰爭損失的軍火，且日本國內生產的所有步槍都按要求向帝國陸軍供給的情況下，帝國海軍向意大利訂購了一批步槍。原先日本要求這批卡爾卡諾步槍必須是完全以三八式步槍的規格製造，但是被意大利以數量不足以開闢生產線為由拒絕，後來義大利以降低成本及製造時間為誘因使日本答應了這批使用卡爾卡諾步槍的槍機並搭配三八式步槍的設計，但保留了有坂／毛瑟式5發內置式彈倉的步槍。這批步槍使用6.5×50毫米有坂口徑步枪子彈，並於1938至1939年間運回日本本國，由日本將這批步槍稱為義式步槍以後，主要是給帝國海軍使用。意大利兵工廠為日本生產大約60,000枝義式步槍。

## 歷史
雖然這種步槍經常被稱為“曼利徹-卡爾卡諾”（特別是在美國的說法），但不論是該命名還是“毛瑟-帕拉維西尼”（Mauser-Parravicino）也不是正確的。該槍在意大利的正式名稱是Modello 1891，或是M91（“il novantuno”）。該槍的彈匣系統使用整體漏夾式彈夾條來裝填，雖然最初是由費迪南德·曼利徹研發並獲得了专利，但事實上卡爾卡諾步槍的彈夾條的實際形狀和設計是由德国1888式委員會步槍所得出的。
直到1938年，所有的M91步槍和卡賓槍都改為發射的是6.5×52毫米曼利徹-卡爾卡諾口徑無緣式Modello 1895步枪子彈，採用重量為160格令的圓頭金屬彈殼子彈，視乎槍管長度而令槍口初速在609.6—755米／秒（2,000—2,477.03英尺／秒）之間。由于采用渐进膛线（膛线越接近枪口缠距越短，效果是弹头转速越来越快），该枪精度良好。不过，至少有一個輕武器的權威指出，一些批号的6.5×52毫米軍用彈藥裝載的是並非一致的火葯類型，經常將不同的火藥類型和彈藥批號混合並且製作成為單一的彈藥（可能是出于战时成本控制的原因，亦可能是生产混乱所导致）。在經過修改的步槍彈藥上混用火藥類型和彈藥批號的做法為普遍其他國家的兵工廠所極力避免的事，因為這種粗劣手法通常會導致子彈初速不同和子彈與目標過度分散。
在意屬北非（1924年至1934年）、第二次義大利衣索比亞戰爭（1934年）的戰役中，收到在短距離和遠距離都性能不足的報告以後，意大利軍隊於1938年推出了新型的短步槍，Modello 1938，以及與該槍研發的新型彈藥7.35×51毫米卡爾卡諾步枪子彈。除了稍微加大口徑，意大利軍械設計師還在新型子彈之中導入了尖頭型子彈設計，並在彈頭尖端填充有铝，當擊中人體等軟組織後會失穩翻滾造成人體組織大面積創傷（設計最有可能彷製自.303 British的Mk VII型子彈；順帶一提，小口徑步槍子彈亦以高速率達到類似效果）。
然而，意大利政府無法在戰爭來臨之前成功地大量生產足夠數量的新武器，並且在1940年，所有的步槍和彈藥生產都恢復至6.5毫米，而7.35毫米口徑型號的Modello 1938步槍和卡賓槍也被重新更換槍管為舊式的6.5×52毫米口徑。一些在俄羅斯前線服役的意大利部隊裝備了7.35毫米口徑型號的Modello 1938步槍，但他們在1942年都轉換為6.5×52毫米武器。

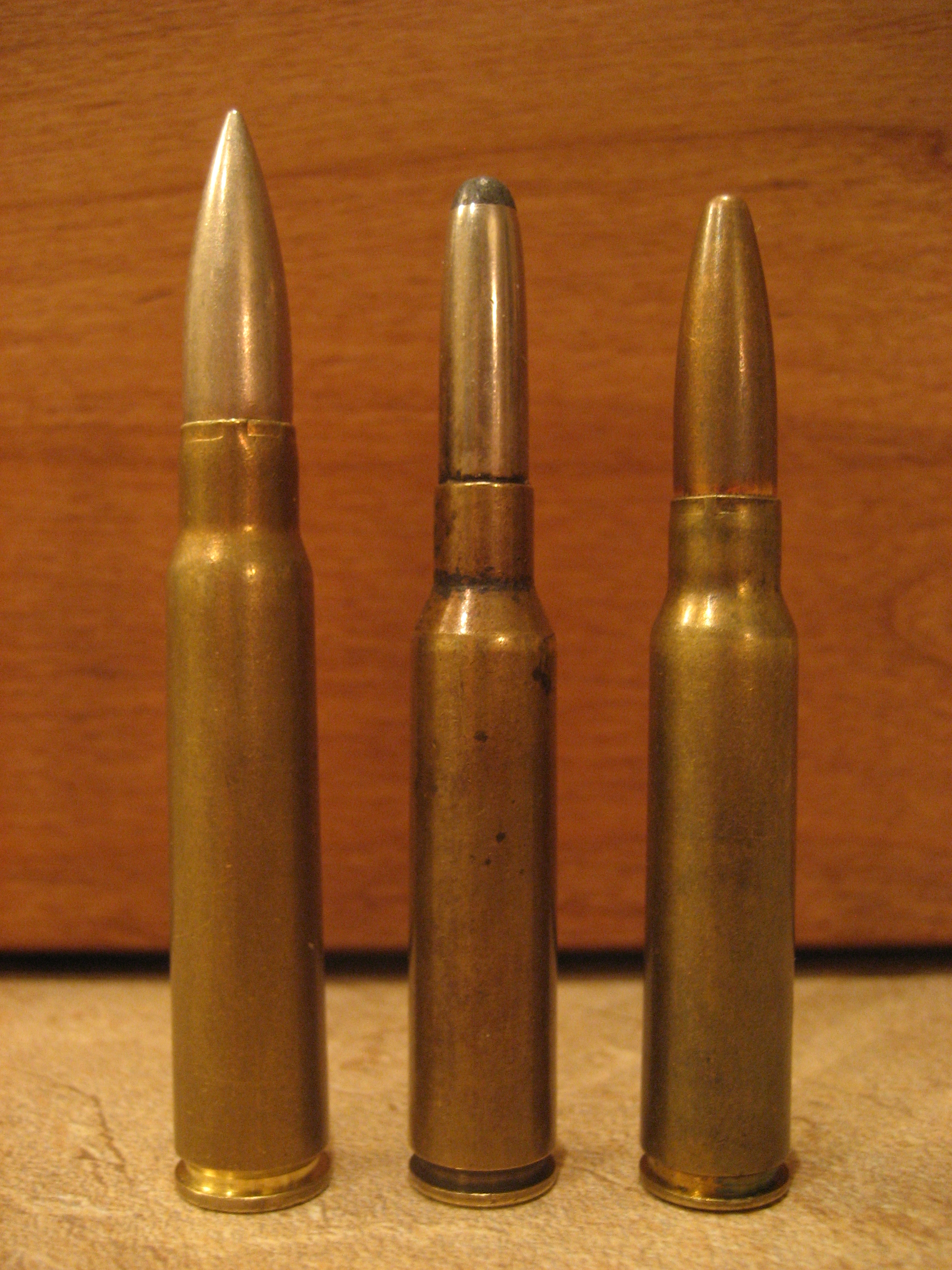
（左到右）7.92毫米毛瑟、6.5毫米卡爾卡諾和7.35毫米卡爾卡諾

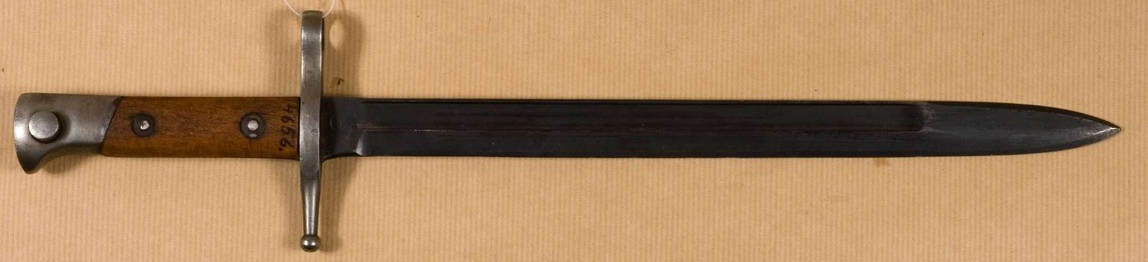
瑞典軍事博物館展出的M91刺刀

大約94,500 枝7.35毫米Modello 1938步槍被運到芬蘭，它們在那裡被稱為特爾尼卡賓槍（Terni carbines）。主要被安保和通信線路部隊所使用，但一些前線的部隊亦獲發配該武器。但據報導，芬蘭人不喜歡該步槍。由於其並非標準的7.35毫米口徑，這在保持前線部隊的彈藥供應時會出現問題，其不可調節的表尺（固定為200米，6.5毫米口径版本为300米）亦使芬蘭士兵不適合在戰役的過程中使用它作各種距離的精確射擊。士兵們還抱怨說，實戰證明其子彈射向目標時還會過度分散。只要有可能，芬蘭士兵會丟棄該武器並改用於戰場上獲得的步槍，包括繳獲的蘇制莫辛-納甘步槍的標準型號。後者至少有著使用通常可以繳獲的7.62×54毫米R彈藥的優點。經歷過继续战争的爆發，芬蘭陸軍司令部已經得到了消息。其餘的Mod. 1938 7.35毫米步槍都發配給芬蘭海軍，以及防空、海防，和其他二線（本土）的部隊。
1941年，意大利軍隊再一次回到了長槍管步兵步槍年代（雖然比原來的M91略短），命名為卡爾卡諾M91/41。卡爾卡諾M91/41采用了较M91小一些的表尺（也有一部分改用立式表尺），也取消了M91的渐进膛线以降低成本。真正的制式狙擊版本從來沒有存在過，但在第一次世界大戰之中少數步槍裝有望遠式瞄準鏡，並且發配到前線服役（嚴格而言亦是二戰裝有瞄準鏡的步槍的原型）。
自1980年代以來，若干多枝發射德國7.92×57毫米sS重尖型步枪子彈的Moschetti M91/38 TS（特殊部隊卡賓槍）已經在剩餘市場上出現。從槍管上標示的是Moschetti M91/38 TS卡賓槍的兩次小批量生產分別是1938年和1941年，但在這些時間它們並沒有被任何意大利軍隊以下的部隊所使用；而從它們特有的序列編號，表示這些可能只是在1945年轉換口徑時利用未使用的過剩槍管以更改口徑。二戰結束以後，許多7.92毫米卡爾卡諾卡賓槍顯然出口到埃及，並曾用作擔任演練和訓練用卡賓槍。有數枝還有著以色列武裝部隊的標誌。偶而有些人會將這些轉換7.92毫米步槍使用“M1943”（M43）的型號名字對象，但這顯言是是錯誤的，因為他們從來沒有被被意大利軍隊命名過。
1943年9月，意大利投降以後，德國軍隊繳獲了大量卡爾卡諾步槍。在1944年年底和1945年，它們經常都發配給德國人民冲锋队的單位。
二戰結束後，意大利陸軍和海軍首先採用李-恩菲爾德步槍取代其了卡爾卡諾步槍；然後1950年代，意大利貝瑞塔受到北約指示，以美國政府在二戰時運給意大利的溫徹斯特生產工具來生產.30口徑（7.62毫米）M1伽蘭德半自動步槍，意大利名為「M1952」（M52）。而芬蘭將其所有的、大約74,000枝剩餘的7.35毫米M91/38卡爾卡諾步槍都出售到剩餘市場上。其結果是，大量過剩的卡爾卡諾步槍在1950年代被賣到美國和加拿大。在意大利，Polizia di Stato保留了該步槍，並且一直服役至1981年才退役。繳獲的6.5毫米卡爾卡諾步槍被希臘軍隊於戰後使用，並由美國西方子彈有限公司提供彈藥。一些步槍也被轉換為6.5×54毫米曼利徹-鑠挪爾口徑，在當時的希臘軍隊所採用的標準子彈之一。
原來卡爾卡諾Modello 1895的子彈（6.5×52毫米），也被第一次世界大战時期的意大利機槍（Perino Model 1908、Fiat-Revelli Modello 1914）所使用；之後的Modello 30輕機槍曾在阿比西尼亞和二戰中被意大利軍隊所採用直到簽署停戰協定為止。1935年，8×59毫米貝達口徑子彈獲採用並作為意大利重機槍子彈（更改口徑的飛雅特-雷韋利、貝達M37和貝達M38）；其更遠的射程和更重的射彈在戰鬥中被證明更為有效，特別是對付摩托化步兵。
在2011年利比亞內戰，許多反政府武裝人士使用他們的個人擁有武器投入反抗戰鬥，包括舊式手動槍機步枪和霰彈槍。其中，卡爾卡諾式步槍和卡賓槍一直是最常見的手動槍機步槍樣式。他們主要被奈富塞山反抗軍所使用。由於反抗軍難以獲得更現代化的槍械，這些舊式武器再次加入戰鬥。此外，一些利比亞反對派傾向於使用他們熟悉的獵用武器，更勝於可以使用的更現代化，但不熟悉的突擊步枪。據負責西部山前的叛軍軍事委員會成員之一的Al-Fitouri Muftah所言，在該地區有多達110名叛軍裝備了二戰時期的武器。

## 衍生型
所有型號使用相同的卡爾卡諾手動槍機，並且由漏夾式彈夾條裝填；步槍和卡賓槍有不同的槍管長度和槍托，而機械瞄具亦會根據槍管長度而有所差異。
- Fucile di Fanteria Modello 1891（長步兵步槍型1891，可拆卸式刀子型刺刀，6.5×52毫米口徑，於1891年獲採用，30.7英寸槍管）[11]
- Moschetto da Cavalleria Mod. 91（6.5×52毫米口徑卡賓槍，具有整體式折疊式刺刀，於1893年獲採用，17.7英寸槍管）[12]

- Moschetto per Truppe Speciali Mod. 91（或稱6.5×52毫米M91 TS，特殊部隊（TS=Truppe Speciali）卡賓槍，當中包括機槍、迫擊砲和摩托車乘員組，於1897年獲採用，17.7英寸槍管）[11]
- Moschetto di Fanteria Mod. 91/24 （6.5×52毫米口徑卡賓槍，原Mod. 1891的修改型，縮短槍管和改變片狀表尺，於1924年獲採用，17.7英寸槍管）[11]
- Moschetto per Truppe Speciali Mod. 91/28（經輕微修改的M91 TS 6.5×52毫米口徑卡賓槍，於1928年獲採用，17.7英寸槍管）[11]
- Moschetto per Truppe Speciali con Tromboncino Mod. 91/28（經修改的91/28加上38.5毫米槍榴彈的發射器，17.7英寸槍管）
- Fucile di Fanteria Mod. 1938（M1938短步槍，於1938年獲採用，7.35×51毫米口徑，固定機械瞄具，可拆卸式折疊式刺刀，17.7英寸槍管）[11]

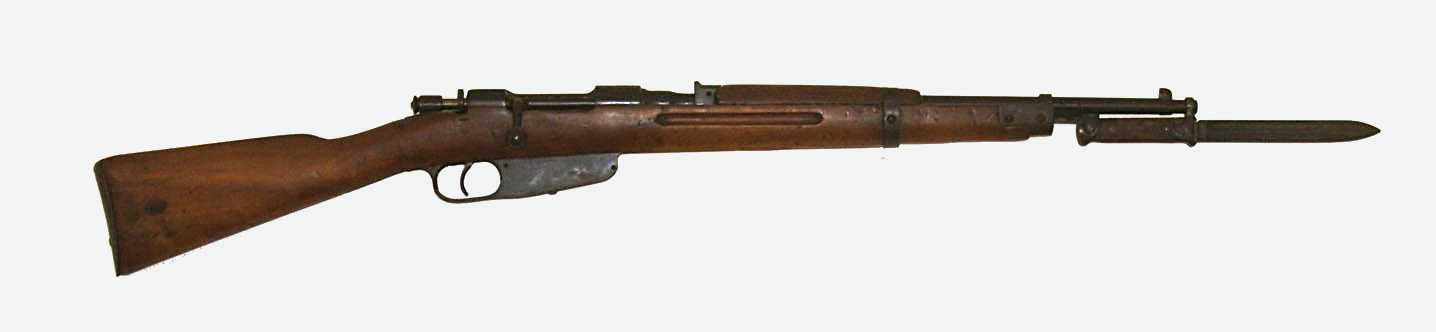
卡爾卡諾1891/38型短步槍

- Moschettos Mod. 1938（折疊式刺刀）和Mod. 1938 TS（可拆卸式刺刀）（M1938短步槍的7.35×51毫米口徑，17.7英寸槍管的卡賓槍版本）
- Fucile di Fanteria Mod. 91/38（自1940年以來生產的M1938短步槍，發射6.5×52毫米口徑子彈）這亦是李·哈維·奧斯瓦爾德所持有的型號（印有“1940”，顯示生產年份）。
- Fucile di Fanteria Mod. 91/41（6.5×52毫米口徑短步兵步槍，在1941年獲採用，可調節瞄具，27.2英寸槍管）[11]
- 義式步槍（6.5×50毫米長步兵步槍，生產用以出口到日本，可調節瞄具）

## 使用國
- 阿尔巴尼亚[13]
- 保加利亞王國[4]
- 中華民國
- 埃及
- 大日本帝国[13]
- 衣索比亞
- 芬兰[13]
- 伊朗
- 義大利[4]
  -  義大利王國
  -  意大利社會共和國
- 以色列
- 罗马尼亚王国
- 南斯拉夫王國
- 馬爾他
- 納粹德國[6][14]
- 國民解放軍[15]

## 犯罪

裝上了4倍放大倍率軍用光学瞄準鏡的卡爾卡諾M1891/38短步槍（Fucile di Fanteria），被李·哈維·奧斯瓦爾德用以刺殺肯尼迪。

### 肯尼迪遇刺案
1963年11月22日星期五下午12:30（UTC：18:30），被公認為主兇的李·哈維·奧斯瓦爾德使用一支6.5×52毫米的意大利製卡爾卡諾M91/38手動步槍刺殺时任美国总统肯尼迪，造成總統肯尼迪死亡及2人（州长康纳利和詹姆士·塔格）受傷。

## 流行文化

### 電子遊戲
- 2016年—：型號為M91卡賓槍型，資料片“力挽狂瀾”新增武器，命名為“Carcano M91”，可由偵察兵所使用。
- 2017年—《少女前線》：於2017年12月加入，並同時加入兩把卡爾卡諾步槍，分別為「卡爾卡諾M1891」及「卡爾卡諾M91/38」，都為五星步槍人形。
- 2019年—《5》：型號為M91 TS型，裝有朗邦奇諾M28榴彈發射器，命名為“M28 con Tromboncino”，可由醫療兵所使用。
- 2021年—《應徵入伍》：軸心國科技樹上有型號為M91型、M38型、M41型，日本科技樹有型號為意式步槍。
- 2022年—《伊鬆佐河》：意大利陣營使用的初始製式步槍，包括型號卡爾卡諾M91、卡爾卡諾M91卡賓槍型、卡爾卡諾M91 TS，由意大利陣營或奧匈帝國陣營繳獲使用

## 資料來源
1. ↑  Dunlap, Roy F., Ordnance Went Up Front, Samworth Press (1948), pp. 47: （Dunlap, a small arms ordnance expert serving with the Foreign Weapons section in the Royal Ordnance Corps, broke down many Italian 6.5×52 mm cartridges, and sometimes found different components in the same rifle clip—up to four different types of smokeless powder, using different size flash holes for the primer in an attempt to regulate the burning speed and resultant velocity.）
2. ↑  Dunlap, Roy F., Ordnance Went Up Front, Samworth Press (1948), pp. 47-48: （The 6.5mm Carcano had reportedly proved inadequate in stopping charges of native tribesmen for a number of years, prompting various stop-gap solutions such as brass-jacketed multiple projectile or frangible explosive bullets, apparently for use against tribesmen in colonial conflicts.）
3. ↑  Weeks, John, World War II Small Arms, New York: Galahad Books, p. 47: （the 6.5mm's blunt bullet and relatively low velocity also gave poor long range performance in machine guns, compared to the cartridges used by most other nations）.
4. 1 2 3  Miller, David. . Stackpole Books. 2007: 369. ISBN 0-8117-0277-4.
5. 1 2 3 4 5 6 7  The Finnish Army 1918–1945: Rifles, Part 6 Three Mausers and One Terni （页面存档备份，存于） Jaeger Platoon Website
6. 1 2  Yelton, David. . Osprey Publishing. 2006: 62. ISBN 1-84603-013-7.
7. ↑  .   [2014-12-18]. （原始内容存档于2014-10-28）.
8. ↑  Chivers, C.J. . 紐約時報. April 20, 2011  [2014-12-18]. （原始内容存档于2014-11-07）.
9. ↑  Smith, David. . 衞報. July 12, 2011  [August 26, 2011]. （原始内容存档于2013-01-22）.
10. ↑  H.H.B. Smith, Small Arms of the World, Stackpole, 1966, 8th ed., pages 476, 477.
11. 1 2 3 4 5 6  .   [2012-09-26]. （原始内容存档于2011-12-29）.
12. ↑  Julio S. Guzmán, Las Armas Modernas de Infantería, Abril de 1953
13. 1 2 3  Walter, John. . Krause Publications. 2006: 273. ISBN 0-89689-241-7.
14. ↑  W. Darrin Weaver. . Collector Grade Publications. 2005: 61. ISBN 0889353727.
15. ↑  Old Italian Carcanos Used by Rebels in Libya （页面存档备份，存于） Revolutionary Program, July 7, 2011

## 外部連結
- （英文）—Carcano Model Identification（页面存档备份，存于）
- （英文）—Modern Firearms（页面存档备份，存于）
- （英文）—Italian page on Carcanos（页面存档备份，存于）
- （英文）—The Firearm Blog.com—
  - TFBTV Doing What We Do: Shooting Compilation（页面存档备份，存于）
  - The Carcano M41 Rifle（页面存档备份，存于）
- （英文）—Carcano M38 cal.7.35x51mm shooting (video)（页面存档备份，存于）; close-up (video)（页面存档备份，存于）